# Старый Английский двор (музей)
Музей «Старый Английский двор» — на улице Варварка в здании, входящем в ландшафтно-архитектурный комплекс парка «Зарядье» (ранее — филиал Музея Москвы), посвящённый английскому быту и истории русско-английских отношений.

## Описание
Музей находится на территории Старого английского двора — архитектурно-исторической достопримечательности XVI—XVII веков, где располагалось первое в Москве официальное представительство другого государства.
Церемония открытия музея, в которой поучаствовала сама королева Великобритании Елизавета II, прошла 18 октября 1994 года. Его экспонаты и выставки демонстрируют посетителям историю налаживания торговых, культурных и дипломатических связей между Российской и Британской империями в XVI—XVII веках, особенности быта Старого английского двора на Варварке, основной резиденции лондонской «Московской компании» в 1556—1649 годах и одной из первых русских специализированных школ математических наук, которая была основана в период правления Петра I.
Музей предлагает на выбор ряд экскурсионных и обучающих интерактивных программ, улучшающих знания посетителей об истории и культуре Руси и государств Западной Европы эпохи Ренессанса. Также участники программ получают ряд практических навыков в сфере географии, математики, навигации, торговли, домашнего хозяйства и приготовления пищи, нужные людям в те времена. Такие тематические программы рассчитаны на посетителей любого возраста, а часть из них специально предназначена для людей с проблемами со зрением.
Благодаря хорошей акустике парадной Казённой палаты в музее часто даются концерты камерной музыки и историко-литературные постановки. Подобные ежемесячные концерты привлекают в Старый английский двор любителей традиционной манеры исполнения старинной музыки.
В начале 2015 года в музее закончилась реконструкция, которую на протяжении 10 месяцев проводил ФГУП «Национальная корпорация развития туризма», деньги выделялись из бюджета города Москвы.
Осенью 2020 года музей вошёл в состав ландшафтно-архитектурного комплекса парка «Зарядье»:

Старый Английский Двор был филиалом музейного объединения «Музей Москвы» с 1994 по 2020 год. За это время здание отреставрировали и открыли современную экспозицию, посвященную жизни английского купеческого дома на Варварке в XVI—XVII веках и зарождению отношений между Англией и Московией. Передача Старого Английского Двора в ландшафтно-архитектурному комплексу парка «Зарядье» — это возвращение одному из старейших зданий Москвы исторического статуса, связанного с его местоположением", — рассказала Анна Трапкова, директор музейного объединения «Музей Москвы»— 
.